# Henry Sälde
Karl Adolf Henry Sälde, född 9 april 1916 i Norra Vånga församling, Skaraborgs län, död 15 juli 1983 i Uppsala domkyrkoförsamling, Uppsala, var en svensk psykiater.
Sälde, vars far Karl Johansson var lantbrukare, blev medicine licentiat vid Uppsala universitet 1945, medicine doktor 1952 och docent i psykiatri vid Uppsala universitet 1953. Han innehade olika läkarförordnanden 1945–50, var biträdande överläkare vid psykiatriska kliniken på Akademiska sjukhuset 1950–57, överläkare vid Ulleråkers sjukhus 1957–67, sjukhuschef 1961–63 och chefsläkare 1963–67.
Sälde var t.f. medicinalråd och chef för mentalsjukvårdsbyrån 1964–67 och avdelningschef vid Socialstyrelsen från 1968. Han var föreståndare för Uppsala stads alkoholpoliklinik 1955–57, rådgivande psykiater vid ungdomsvårdsskolan 1951–57, sakkunnig vid Socialstyrelsen 1964–67, Försäkringsdomstolen från 1962 och ledamot av statliga utredningar och kommittéer. Han invaldes som ledamot av Vetenskapssamhället i Uppsala 1956. Han författade skrifter i psykiatri, klinisk psykologi och administrativ medicin. 
På det gamla mentalsjukhusområdet Ulleråker i Uppsala finns Henry Säldes väg.
Henry Sälde ligger begravd på Uppsala gamla kyrkogård.